# Dendromyza intricata
Dendromyza intricata är en tvåhjärtbladig växtart som först beskrevs av Danser, och fick sitt nu gällande namn av Hans Ulrich Stauffer. Dendromyza intricata ingår i släktet Dendromyza och familjen Amphorogynaceae. Inga underarter finns listade i Catalogue of Life.